# Deelnemers UEFA-toernooien Kosovo
Deze tabellen bevatten de deelnemende clubs uit Kosovo die de Kosovaarse voetbalbond vertegenwoordigden in de verschillende UEFA-toernooien per seizoen.

## Mannen
NB Klikken op de clubnaam geeft een link naar het Wikipedia-artikel over het betreffende toernooi in het betreffende seizoen.
| Seizoen | Champions League | Europa League                   |                          |
| ------- | ---------------- | ------------------------------- | ------------------------ |
| 2016/17 | x                | x                               |                          |
| 2017/18 | KF Trepça'89     | KF Pristina                     |                          |
| 2018/19 | FC Drita ->      | FC Drita KF Pristina            |                          |
| 2019/20 | KF Feronikeli -> | KF Feronikeli KF Pristina       |                          |
| 2020/21 | FC Drita ->      | FC Drita SC Gjilani KF Pristina |                          |
| Seizoen | Champions League | Europa League                   | Europa Conference League |
| 2021/22 | KF Pristina      | 0                               | FC Drita KF Llapi        |

### Deelnames
06x KF Pristina
03x FC Drita
02x KF Feronikeli
01x SC Gjilani
01x KF Llapi
01x KF Trepça'89

## Vrouwen
NB Klikken op de clubnaam geeft een link naar het Wikipedia-artikel over het betreffende toernooi in het betreffende seizoen.
| Seizoen | Women's Cup  |
| ------- | ------------ |
| 2016/17 | KF Hajvalia  |
| 2017/18 | KF Hajvalia  |
| 2018/19 | KF Mitrovica |
| 2019/20 | KF Mitrovica |
| 2020/21 | KF Mitrovica |
| 2021/22 | KF Mitrovica |

### Deelnames
04x KF Mitrovica
02x KF Hajvalia
Albanië ·
Andorra ·
Armenië ·
Azerbeidzjan ·
België ·
Bosnië en Herzegovina ·
Bulgarije ·
Cyprus ·
Denemarken ·
Duitsland ·
Engeland ·
Estland ·
Faeröer ·
Finland ·
Frankrijk ·
Georgië ·
Gibraltar ·
Griekenland ·
Hongarije ·
Ierland ·
IJsland ·
Israël ·
Italië ·
Kazachstan ·
Kroatië ·
Kosovo ·
Letland ·
Liechtenstein ·
Litouwen ·
Luxemburg ·
Malta ·
Moldavië ·
Montenegro ·
Nederland ·
Noord-Ierland ·
Noord-Macedonië ·
Noorwegen ·
Oekraïne ·
Oostenrijk ·
Polen ·
Portugal ·
Roemenië ·
Rusland ·
San Marino ·
Schotland ·
Servië ·
Slovenië ·
Slowakije ·
Spanje ·
Tsjechië ·
Turkije ·
Wales ·
Wit-Rusland ·
Zweden ·
Zwitserland

Historie:
DDR ·
Joegoslavië ·
Saarland ·
Sovjet-Unie ·
Tsjecho-Slowakije